# Diagramme de Grotrian

Diagramme de Grotrian de l'atome d'hydrogène. Seules les transitions entre colonnes voisines sont permises, selon la règle de sélection Δl = ±1.

Un diagramme de Grotrian indique les transitions permises entre les niveaux d'énergie des atomes. Il tient compte des règles de sélection liées aux changements de moment cinétique orbital et de spin des électrons. Les diagrammes sont nommés en l'honneur de Walter Grotrian, qui les a introduit dans son article de 1928 intitulé Graphische Darstellung der Spektren von Atomen und Molekülen mit 1, 2 und 3 Valenzelektronen (« Représentation graphique des spectres des atomes et molécules avec 1, 2 et 3 électrons de valence ».)

### Listes des diagrammes de Grotrian de la plupart des éléments
Atomic energy-level and Grotrian diagrams par Stanley Bashkin et John O. Stoner, Jr.
- Volume I: Hydrogen - Phosphorus
- Volume I: Hydrogen - Phosphorus (Addenda)
- Volume III
- Volume IV

### Diagrammes de Grotrian
- Electronic structure of atoms
- NIST Atomic Spectra Database Lines Form
- Grotrian Diagrams